# Saint-Jeannet (Alpes-de-Haute-Provence)
Pour les articles homonymes, voir Saint-Jeannet.
Saint-Jeannet est une commune française, située dans le département des Alpes-de-Haute-Provence en région Provence-Alpes-Côte d'Azur.
Le nom de ses habitants est Saint-Janens.

## Géographie
Le village est situé à 580 m d’altitude.

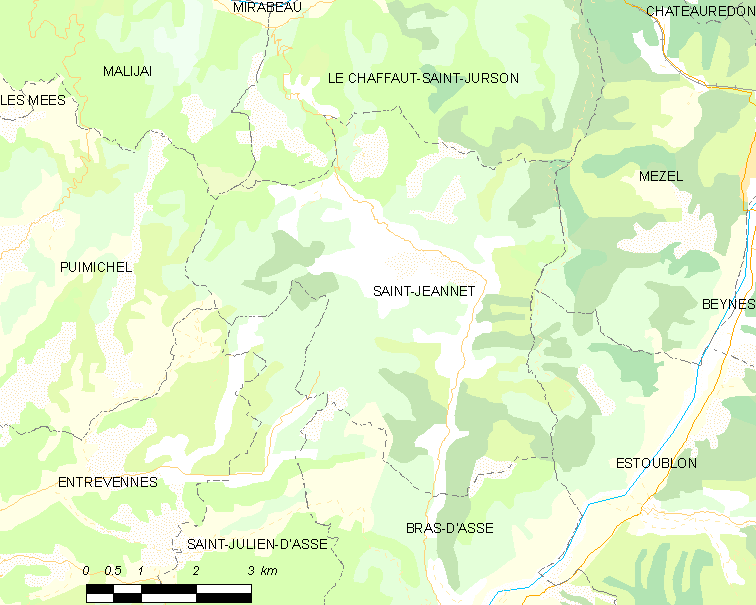
Saint-Jeannet et les communes voisines (Cliquez sur la carte pour accéder à une grande carte avec la légende).

### Hydrographie

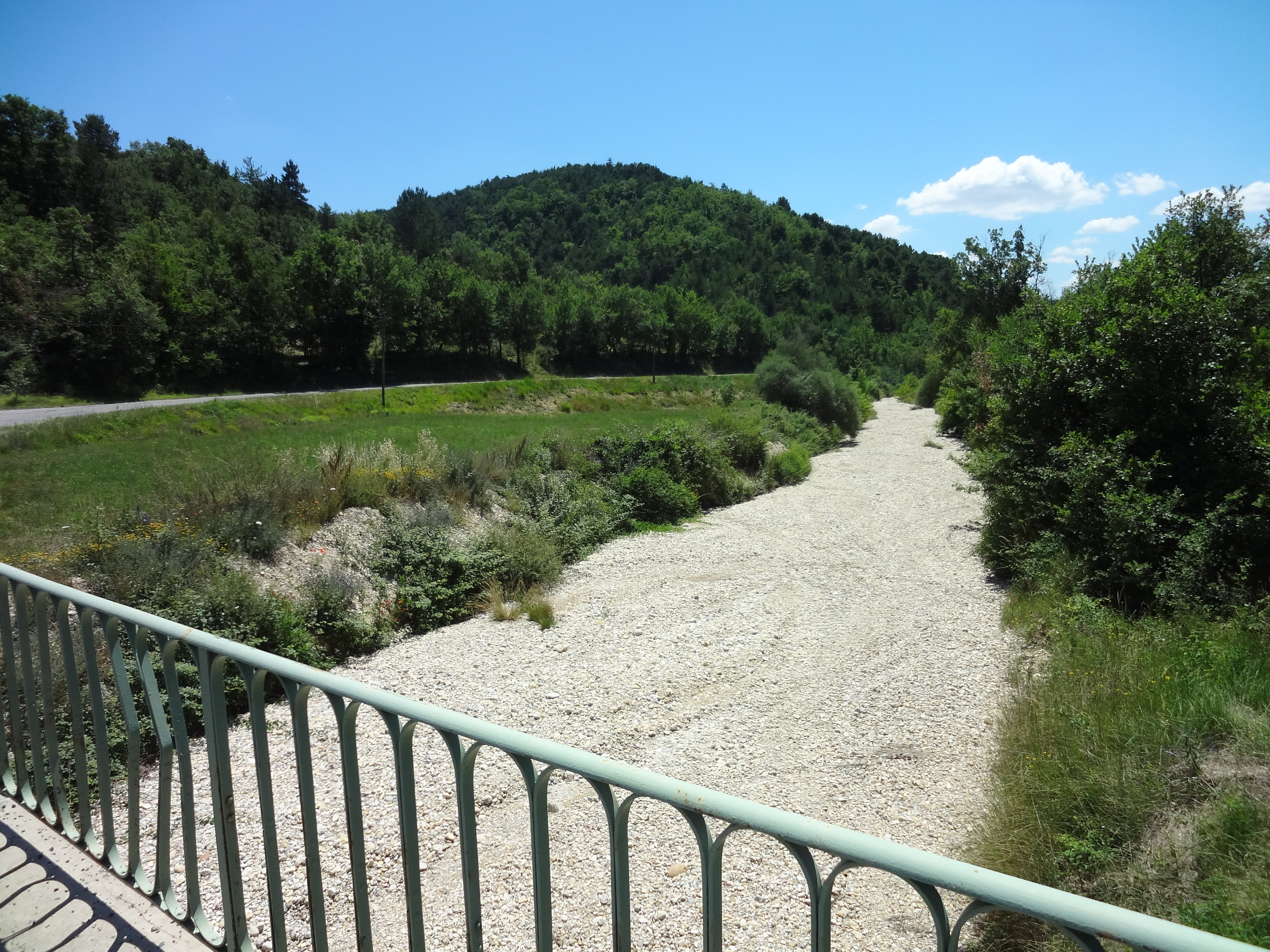
Le ravin des Cardaires, très engravé et à sec.

Le principal torrent est le ravin des Cardaires, qui traverse entièrement la colline et rassemble tous les écoulements de l’est de la commune.
Le ravin des Brandaires coule au sud-ouest de la commune et se jette dans le Rancure.

### Environnement
La commune compte 602 ha de bois et forêts, soit 28 % de sa superficie.

### Risques majeurs
Aucune des 200 communes du département n'est en zone de risque sismique nul. Le canton de Mézel auquel appartient Saint-Jeannet est en zone 1b (sismicité faible) selon la classification déterministe de 1991, basée sur les séismes historiques, et en zone 3 (risque modéré) selon la classification probabiliste EC8 de 2011. La commune de Saint-Jeannet est également exposée à trois autres risques naturels :
- feu de forêt,
- inondation,
- mouvement de terrain : la commune est presque entièrement concernée par un aléa moyen à fort[5].

La commune de Saint-Jeannet n’est exposée à aucun des risques d’origine technologique recensés par la préfecture ; aucun plan de prévention des risques naturels prévisibles (PPR) n’existe pour la commune et le Dicrim n’existe pas non plus.
La commune a été l’objet d’un arrêté de catastrophe naturelle en 1996 pour des inondations et des coulées de boue.

### Toponymie
Le nom du village apparaît pour la première fois vers 1200 (castrum Sant Johannis), est nommé d’après saint Jean le Baptiste ou saint Jean apôtre, sous sa forme occitane et avec un suffixe diminutif local, qui a été francisée par la suite,.

### Climat
Pour des articles plus généraux, voir Climat de Provence-Alpes-Côte d'Azur et Climat des Alpes-de-Haute-Provence.
En 2010, le climat de la commune est de type climat méditerranéen altéré, selon une étude du Centre national de la recherche scientifique s'appuyant sur une série de données couvrant la période 1971-2000. En 2020, Météo-France publie une typologie des climats de la France métropolitaine dans laquelle la commune est exposée à un climat de montagne ou de marges de montagne et est dans la région climatique Alpes du sud, caractérisée par une pluviométrie annuelle de 850 à 1 000 mm, minimale en été.
Pour la période 1971-2000, la température annuelle moyenne est de 11,6 °C, avec une amplitude thermique annuelle de 17,4 °C. Le cumul annuel moyen de précipitations est de 818 mm, avec 6,3 jours de précipitations en janvier et 4,2 jours en juillet. Pour la période 1991-2020, la température moyenne annuelle observée sur la station météorologique de Météo-France la plus proche, « St Jurs », sur la commune de Saint-Jurs à 9 km à vol d'oiseau, est de 12,6 °C et le cumul annuel moyen de précipitations est de 828,9 mm. 
La température maximale relevée sur cette station est de 38 °C, atteinte le 28 juin 2019 ; la température minimale est de −16,5 °C, atteinte le 13 février 2010,,.
Les paramètres climatiques de la commune ont été estimés pour le milieu du siècle (2041-2070) selon différents scénarios d'émission de gaz à effet de serre à partir des nouvelles projections climatiques de référence DRIAS-2020. Ils sont consultables sur un site dédié publié par Météo-France en novembre 2022.

## Urbanisme

### Typologie
Au 1er janvier 2024, Saint-Jeannet est catégorisée commune rurale à habitat très dispersé, selon la nouvelle grille communale de densité à 7 niveaux définie par l'Insee en 2022.
Elle est située hors unité urbaine. Par ailleurs la commune fait partie de l'aire d'attraction de Digne-les-Bains, dont elle est une commune de la couronne,. Cette aire, qui regroupe 34 communes, est catégorisée dans les aires de moins de 50 000 habitants,.

### Occupation des sols
L'occupation des sols de la commune, telle qu'elle ressort de la base de données européenne d’occupation biophysique des sols Corine Land Cover (CLC), est marquée par l'importance des forêts et milieux semi-naturels (74 % en 2018), une proportion identique à celle de 1990 (74 %). La répartition détaillée en 2018 est la suivante : 
milieux à végétation arbustive et/ou herbacée (44,3 %), forêts (29,7 %), zones agricoles hétérogènes (25,3 %), terres arables (0,7 %).
L'évolution de l’occupation des sols de la commune et de ses infrastructures peut être observée sur les différentes représentations cartographiques du territoire : la carte de Cassini (XVIIIe siècle), la carte d'état-major (1820-1866) et les cartes ou photos aériennes de l'IGN pour la période actuelle (1950 à aujourd'hui).

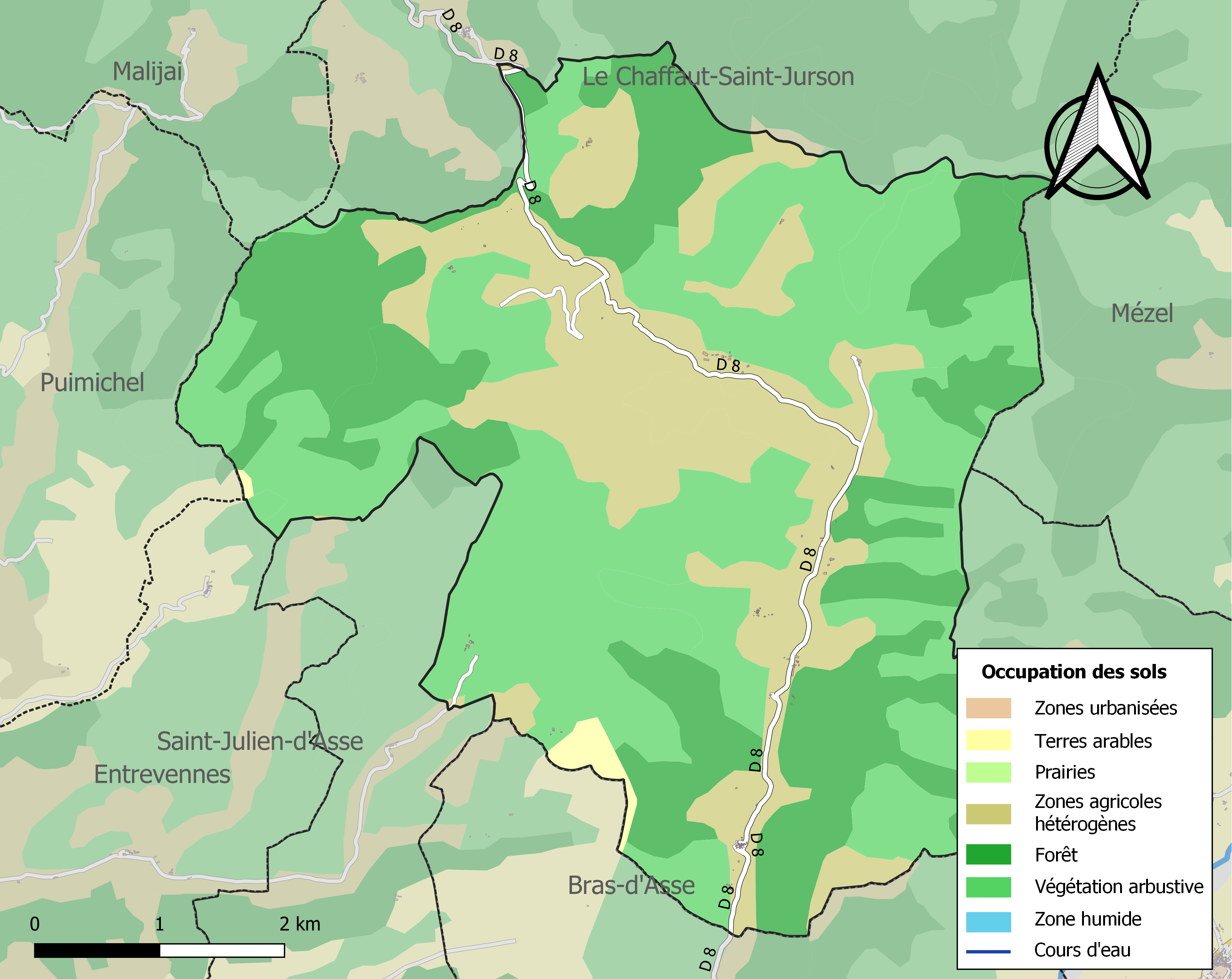
Carte de l'occupation des sols de la commune en 2018 (CLC).

## Économie
Un centre équestre est implanté dans la commune.

## Histoire
Le territoire de la commune était traversé par une voie antique allant de Riez à Digne : de nombreux sites ont été retrouvés auprès de cet ancien itinéraire, qui suivait la vallée des Cardaires.
Le village médiéval est signalé vers 1200 par les chartes. L’église paroissiale relevait des évêques de Riez qui nommaient le prêtre et percevaient les revenus attachés à l’église. La communauté relevait elle de la viguerie de Digne. Le recensement de 1315, effectué lors de l’optimum climatique médiéval, dénombre 40 feux. Le 19 décembre 1309, Pierre Miracle et son frère Bérenger possédérent des parts de seigneurie à Saint-Jeannet et à Bras-d'Asse (Baillie de Digne) pour lesquels ils prêtèrent hommage au comte de Provence. 
La crise des XIVe et XVe siècles (grande peste et guerre de Cent Ans) provoque l’effondrement de la communauté de Saint-Jeannet, qui disparaît totalement et est déclarée inhabitée en 1471.
Le village abandonne son site perché (actuel quartier Saint-Jean, actuellement en ruines) pour le site actuel, probablement à la fin du XVe siècle.
Durant la Révolution, la commune compte une société patriotique, créée après la fin de 1792. Pour suivre le décret de la Convention du 25 vendémiaire an II invitant les communes ayant des noms pouvant rappeler les souvenirs de la royauté, de la féodalité ou des superstitions, à les remplacer par d'autres dénominations, la commune change de nom pour Jeannet.

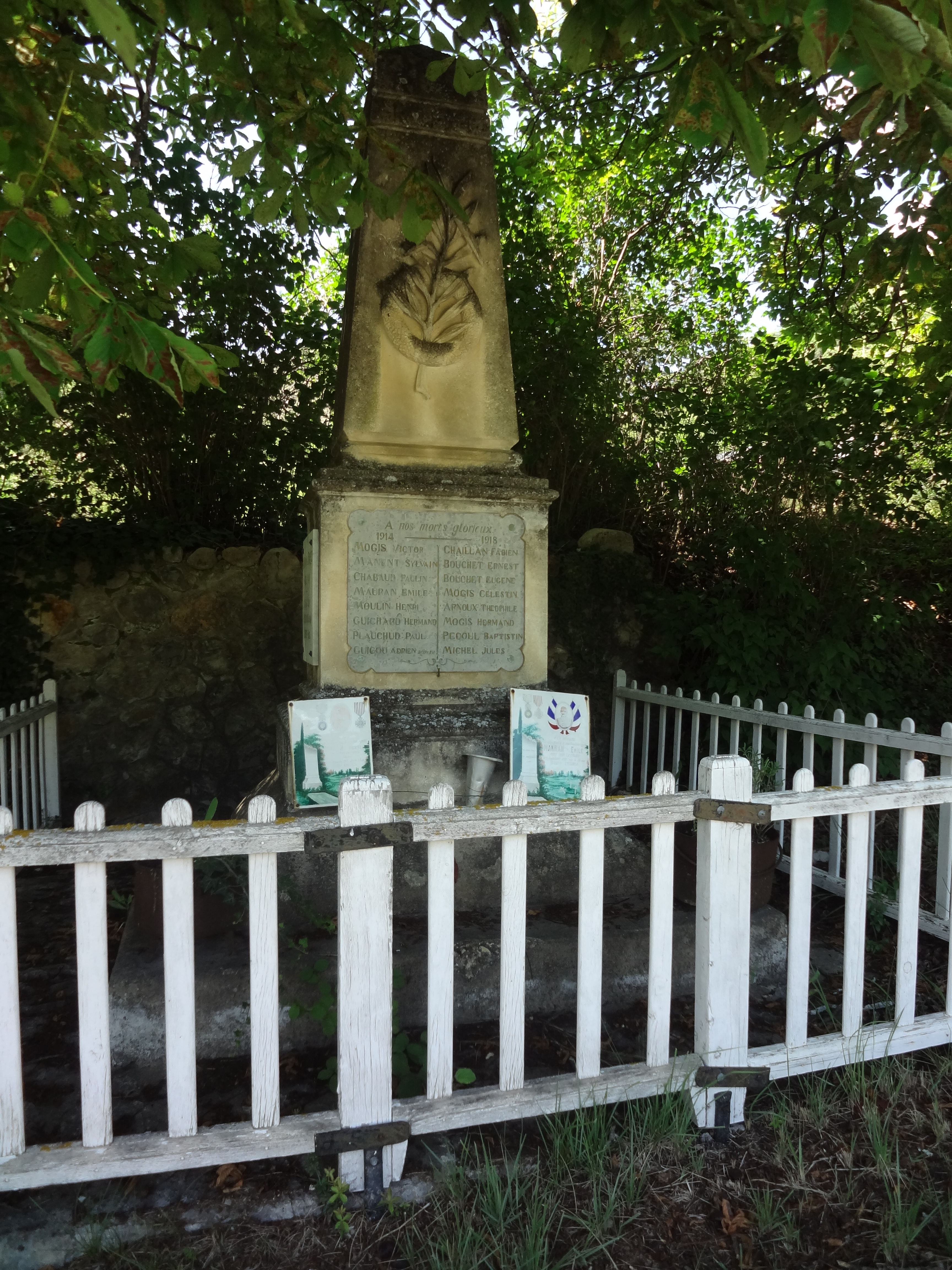
Monument aux morts de 1914-1918.

Comme de nombreuses communes du département, Saint-Jeannet se dote d’une école bien avant les lois Jules Ferry : en 1863, elle possède déjà une école qui dispense une instruction primaire aux garçons, au chef-lieu. Aucune instruction n’est donnée aux filles : la loi Falloux (1851), qui impose l’ouverture d’une école de filles aux communes de plus de 800 habitants, ne concernent pas Saint-Jeannet. Quand la première loi Duruy (1867) est votée, ce seuil est abaissé à 500 habitants, ce qui n’oblige toujours pas la commune à une ouverture : cependant, l’école de filles est ouverte autour de 1870
.
Plusieurs fois, le conseil municipal de la commune voisine d'Entrevennes a émis le souhait de se voir rattacher des sections de Saint-Jeannet. Le conseil municipal de Saint-Jeannet a toujours refusé énergiquement, et a toujours été suivi par le ministère de l'Intérieur.
Jusqu’au milieu du XXe siècle, la vigne était cultivée à Saint-Jeannet. Le vin produit était destiné à l’autoconsommation. Cette culture est aujourd’hui abandonnée.

## Héraldique
| Blason de Saint-Jeannet | Blason  | D'azur à un Saint-Jean de carnation revêtu d'une peau de chameau d'or adextré d'un agneau d'argent passant derrière lui. DeviseÀ Saint-Jeannet fais ce qui Me Plait. |
| Blason de Saint-Jeannet | Détails | Armes parlantes. Le statut officiel du blason reste à déterminer. |

## Politique et administration

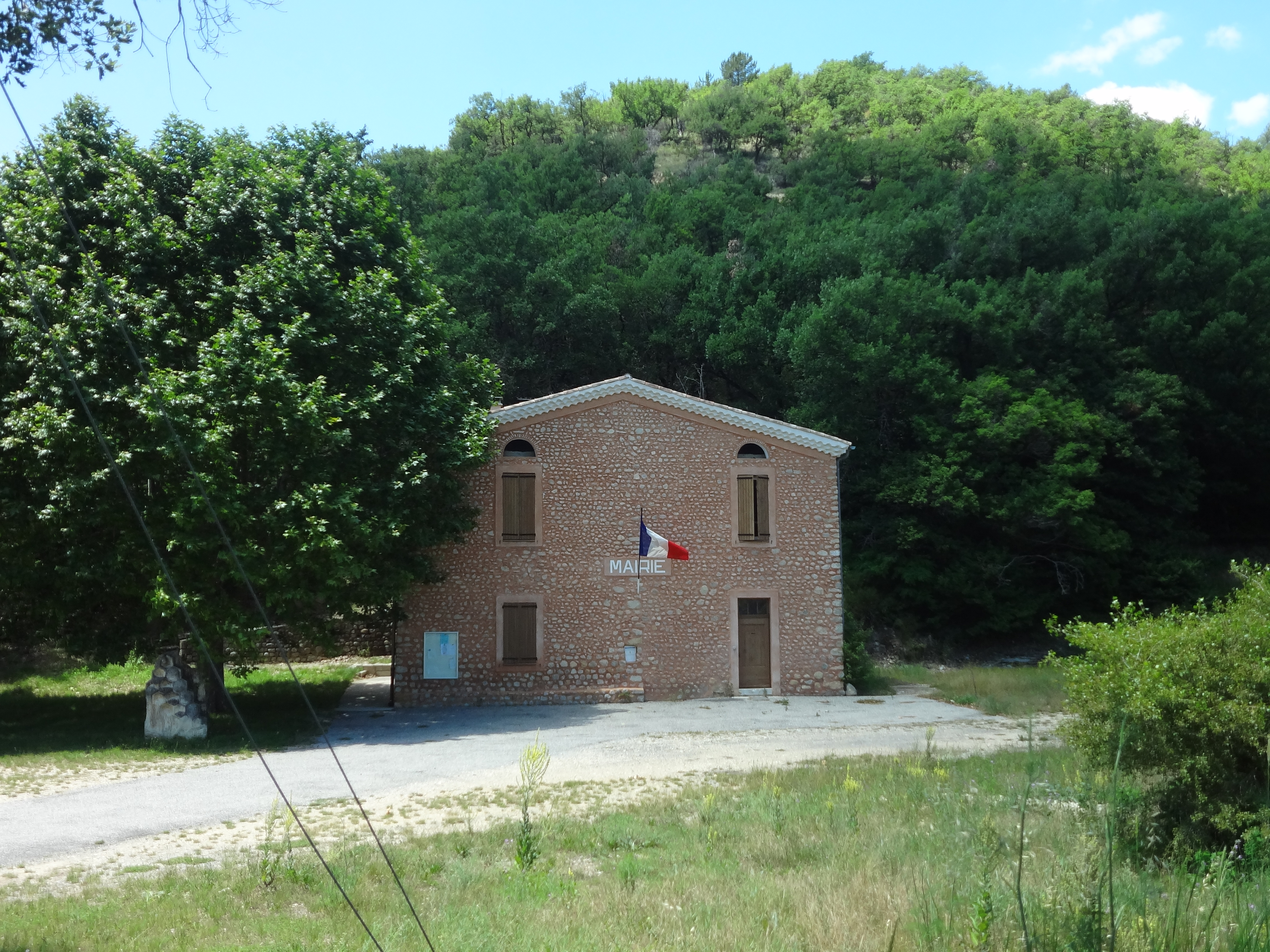
La mairie.

### Liste des maires
| Période                                  | Période                       | Identité                | Étiquette | Qualité   |
| ---------------------------------------- | ----------------------------- | ----------------------- | --------- | --------- |
| mai 1945                                 |                               | Adrien Manent           |           |           |
|                                          |                               |                         |           |           |
| 1965                                     | mars 2001                     | Raymond Moulin          |           |           |
| avant 2005                               | 2007                          | Roselyne Isnard         |           |           |
| avant 2007                               | En cours (au 21 octobre 2014) | Jacqueline Pierrisnard, | DVG, PCF  | Retraitée |
| Les données manquantes sont à compléter. |                               |                         |           |           |

### Intercommunalité
Saint-Jeannet a fait partie, de 2005 à 2012, de la communauté de communes de l'Asse et de ses Affluents, puis de 2013 à 2016 de la communauté de communes Asse Bléone Verdon. Cette dernière a fusionné avec d'autres communautés de communes pour constituer la communauté d'agglomération Provence-Alpes Agglomération, existant depuis le 1er janvier 2017.

## Démographie
L'évolution du nombre d'habitants est connue à travers les recensements de la population effectués dans la commune depuis 1765. Pour les communes de moins de 10 000 habitants, une enquête de recensement portant sur toute la population est réalisée tous les cinq ans, les populations de référence des années intermédiaires étant quant à elles estimées par interpolation ou extrapolation. Pour la commune, le premier recensement exhaustif entrant dans le cadre du nouveau dispositif a été réalisé en 2008.

En 2022, la commune comptait 48 habitants, en évolution de −18,64 % par rapport à 2016 (Alpes-de-Haute-Provence : +2,84 %, France hors Mayotte : +2,11 %).
| 1765 | 1793 | 1800 | 1806 | 1821 | 1831 | 1836 | 1841 | 1846 |
| ---- | ---- | ---- | ---- | ---- | ---- | ---- | ---- | ---- |
| 331  | 374  | 280  | 290  | 324  | 316  | 329  | 303  | 309  |

| 1851 | 1856 | 1861 | 1866 | 1872 | 1876 | 1881 | 1886 | 1891 |
| ---- | ---- | ---- | ---- | ---- | ---- | ---- | ---- | ---- |
| 315  | 327  | 296  | 274  | 268  | 242  | 264  | 251  | 238  |

| 1896 | 1901 | 1906 | 1911 | 1921 | 1926 | 1931 | 1936 | 1946 |
| ---- | ---- | ---- | ---- | ---- | ---- | ---- | ---- | ---- |
| 201  | 225  | 183  | 162  | 112  | 116  | 101  | 73   | 76   |

| 1954 | 1962 | 1968 | 1975 | 1982 | 1990 | 1999 | 2006 | 2008 |
| ---- | ---- | ---- | ---- | ---- | ---- | ---- | ---- | ---- |
| 60   | 53   | 42   | 52   | 43   | 47   | 38   | 50   | 53   |

| 2013 | 2018 | 2022 | - | - | - | - | - | - |
| ---- | ---- | ---- | - | - | - | - | - | - |
| 61   | 50   | 48   | - | - | - | - | - | - |

| 1315    | 1471     |
| ------- | -------- |
| 40 feux | inhabité |

L’histoire démographique de Saint-Jeannet, après la saignée des XIVe et XVe siècles et le long mouvement de croissance jusqu’au début du XIXe siècle, est marquée par une période d’« étale » où la population reste relativement stable à un niveau élevé. Cette période dure de 1811 à 1861. L’exode rural provoque ensuite un mouvement de recul démographique de longue durée. En 1911, la commune a perdu plus de la moitié de sa population par rapport au maximum historique de 1836. Depuis les années 1950, la population de Saint-Jeannet oscille entre 40 et 60 habitants.

## Lieux et monuments
L’église paroissiale Notre-Dame-de-l’Espérance, construite à la fin du XVe siècle sur l’emplacement d’une ancienne chapelle, est reconstruite et agrandie en 1834, puis entièrement rénovée en 2008. Le chœur est voûté sous croisée d'ogives. Le clocher-mur est placé au-dessus du portail occidental.
La chapelle Saint-Jean (monument historique inscrit depuis 1954), du XVIe siècle selon l’Atlas historique de Provence, du XIVe selon Raymond Collier et du XIIe selon la DRAC (date de fondation), ancienne église paroissiale, est construite au-dessus du village. Sa nef, constituée d’une travée sous croisée d’ogives, et d’une demi-travée, voûtée en berceau, débouche sur un chœur à chevet plat. Cet édifice est un bon exemple de l’architecture du XIVe siècle, souvent réparée (notamment à la fin du XVIIe siècle, courant XIXe et fin du XXe),.